# Aigue Blanche
Pour les articles homonymes, voir Aïgue.
L'Aigue Blanche, est une rivière torrentielle située dans le département des Alpes-Maritimes, en région Provence-Alpes-Côte d'Azur, sur la seule commune de Péone. C'est un affluent gauche du Tuébi donc un sous-affluent du fleuve le Var.

## Géographie
De 4,9 km de longueur, l'Aigue Blanche prend sa source près de la Barre des Passes au sud-ouest du Mont Mounier (2 817 m), au nord de Valberg, sur la commune de Péone, à 1 808 m d'altitude. Elle rejoint le Tuébi, en rive gauche, à Péone à 1 139 m d'altitude. Il coule globalement de l'est vers l'ouest.

### Communes et cantons traversés
Dans le seul département des Alpes-Maritimes, le Vallon d'Aiguë Blanche traverse la seule commune de Péone, dans le canton de Vence, dans l'arrondissement de Nice, et dans l'intercomuunalité communauté de communes Alpes d'Azur.

### Bassin versant
Le Vallon d'Aiguë Blanche traverse une seule zone hydrographique « Le Var du vallon de Costa Plana au ravin de Chaudan » (Y601) de 335 km2 de superficie,. Son bassin versant est d'environ la moitié sud de la commune de Péone soit environ 25 km2.
Les cours d'eau voisins sont le ravin de la Lavanche (affluent gauche du Tuébi) au nord , la Tinée au nord-est, la Vionène à l'est, le Cians au sud-est, la Roudoule au sud, le Tuébi au sud-ouest, ouest et nord-ouest,.

### Organisme gestionnaire
L'organisme gestionnaire est le SMIAGE ou Syndicat Mixte Inondations, Aménagements et Gestion de l'Eau maralpin, créé en le 1er janvier 2017 , et s'occupe désormais de la gestion des bassins versants côtiers des Alpes-Maritimes, en particulier de celui du fleuve le Var. Celui-ci « a été reconnu comme EPTB, avec les félicitations du jury, lors de la séance du comité de bassin de l’Agence l’eau Rhône-Méditerranée-Corse du vendredi 22 juin 2018 car il porte à la fois des politiques liées à la prévention du risque inondation et la gestion des milieux aquatiques »,.

## Affluent
Le Vallon d'Aiguë Blanche n'a pas d'affluent référencé au SANDRE.
Néanmoins Géoportail signale :
- le vallon de Fossemagne (rd[note 3]), 1,7 km[note 4]
- le vallon de la Culasse (rd), 2,5 km
- la ravin de la Maure (rg), 1 km
- le vallon de Saint-Pierre (rd) 1,5 km avec un affluent :
  - le ravin de Septenne (rg), 1,35 km
- la vallon d'Aginoun (rg), 1 km[note 4]

### Rang de Strahler
Son rang de Strahler de l'Aigue Blanche est donc de trois par la vallon de Saint-Pierre.

## Hydrologie
Son régime hydrologique est dit nivo-pluvial.